# Manilla Declaration on the Peaceful Settlement of International Disputes
De Manilla Declaration on the Peaceful Settlement of International Disputes ofwel de Verklaring van Manilla over de vreedzame regeling van internationale geschillen of kortweg Verklaring van Manilla is een internationale overeenkomst die op 15 november 1982 werd goedgekeurd door de Algemene Vergadering van de Verenigde Naties middels de aanname van Resolutie 37/10 op grond van een tekst opgesteld door de Speciale Commissie voor het Handvest van de Verenigde Naties en voor de versterking van de rol van de organisatie tijdens haar zitting in 1980 in Manilla, op de Filipijnen. 
Deze Verklaring kwam tot stand op initiatief van een aantal niet-gebonden staten: Egypte, Indonesië, Mexico, Nigeria, Filipijnen, Roemenië, Sierra Leone en Tunesië. Het oorspronkelijke ontwerp bevatte vele verwijzingen naar “gelijke rechten en zelfbeschikking van volkeren”, de “noodzaak voor alle staten om af te zien van elke gewelddadige actie die volkeren, met name onder koloniale en racistische regimes of andere vormen van vreemde overheersing, berooft van hun onvervreemdbare recht op zelfbeschikking, vrijheid en onafhankelijkheid” en het “recht van deze volkeren om voor dat doel te strijden en te zoeken en te ontvangen steun".
Deze verwijzingen werden verzacht tijdens de discussies over de ontwerptekst die leidden tot de goedkeuring van de Verklaring door de Algemene Vergadering bij consensus. Context waarin over de Verklaring van Manilla werd onderhandeld en aangenomen, die was van de moeilijke betrekkingen tussen het Oosten en het Westen, en van de bedoeling van de niet-gebonden landen om opheldering te verkrijgen van het bestaande internationale recht in samenhang met hun ambities.
Voor de eerste keer in de geschiedenis van de mensheid ontwikkelde hiermee een normatieve tekst een alomvattend plan en een consolidering van het juridische kader voor de vreedzame beslechting van internationale geschillen, in de geest van de eerdere Haagse vredesverdragen en de Volkenbond, die na te hebben gefaald de Tweede Wereldoorlog te voorkomen, werd voortgezet in de vorm van de Verenigde Naties.
De Verklaring bouwt voort op en bevordert het streven van het algemeen internationaal recht, het Handvest van de Verenigde Naties, en ook van andere internationale instrumenten, zoals onder meer de Verklaring inzake de beginselen van internationaal recht betreffende vriendschappelijke betrekkingen en samenwerking tussen staten in overeenstemming met het Handvest van de Verenigde Naties Naties (Resolutie van de Algemene Vergadering 2625, 24 oktober 1970), het Amerikaanse Verdrag inzake de regeling van de Stille Oceaan (Verdrag van Bogotà, 30 april 1948) en het Europees Verdrag inzake de vreedzame beslechting van geschillen (Straatsburg, 29 april 1957). 
De verklaring bevat een preambule en 2 delen. Deel I is gewijd aan de toepasselijke beginselen en regels voor de vreedzame beslechting van internationale geschillen als zodanig. Deel II is gewijd aan de wegen en middelen waarin het Handvest en het algemeen internationaal recht voorzien, met de nadruk op de rol van de relevante bevoegde organen van de Verenigde Naties.
In de preambule bevestigt de Verklaring twee fundamentele beginselen van het Handvest:
- ten eerste de verplichting van alle staten om hun internationale geschillen op vreedzame wijze te beslechten, en wel op zodanige wijze dat de internationale vrede en veiligheid en gerechtigheid niet in gevaar komen, en;
- ten tweede de verplichting voor alle staten zich in hun internationale betrekkingen te onthouden van dreiging met of het gebruik van geweld tegen de territoriale integriteit of politieke onafhankelijkheid van een staat, of op enige andere wijze die onverenigbaar is met de doelstellingen van de Verenigde Naties.

De preambule onderstreept het feit dat het Handvest van de Verenigde Naties een essentieel kader en de middelen omvat voor de vreedzame beslechting van internationale geschillen en benadrukt het beginsel van non-interventie.
De preambule benadrukt ook het beginsel van gelijke rechten en zelfbeschikking van volkeren en de noodzaak voor alle staten om af te zien van elke gewelddadige actie die volkeren, met name volkeren onder koloniale en racistische regimes of andere vormen van vreemde overheersing, berooft van hun onvervreemdbare recht op zelfbeschikking, vrijheid en onafhankelijkheid.